# Orden Berthold des Ersten
Der Orden Berthold des Ersten wurde durch Großherzog Friedrich I. von Baden am 29. April 1877 aus Anlass seines 25-jährigen Thronjubiläums als Sonderstufe über dem Großkreuz des Ordens vom Zähringer Löwen gestiftet. Aus Anlass seines 70. Geburtstags löste Großherzog Friedrich I. ihn am 9. September 1896 vom Orden des Zähringer Löwen und gab ihm als eigenständigen Orden eigene Statuten. Danach konnte der Orden an alle Personen für treue Dienste sowie als Merkmal besonderer Anerkennung und Wohlwollens verliehen werden.

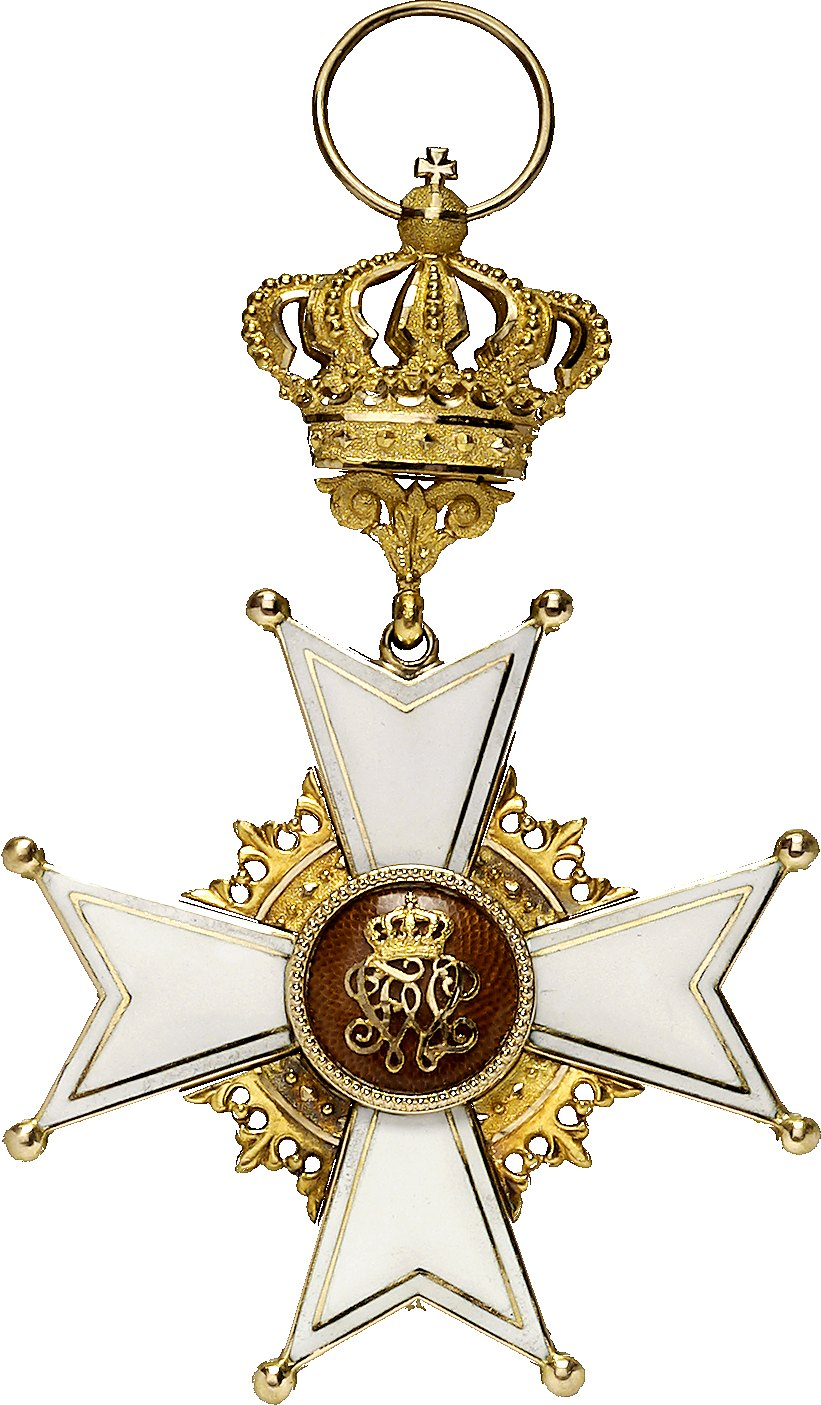
Kleinod zum Großkreuz

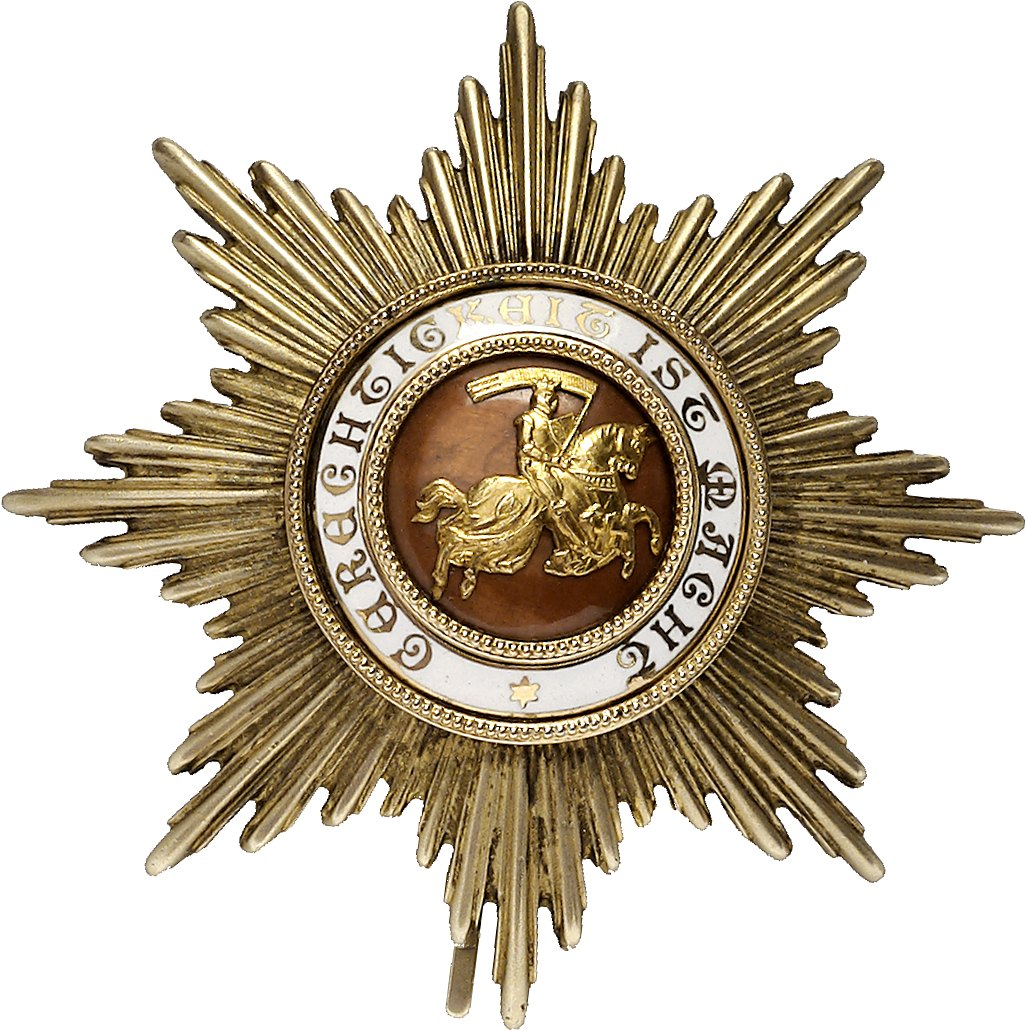
Bruststern

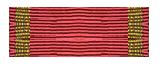
Ordensband

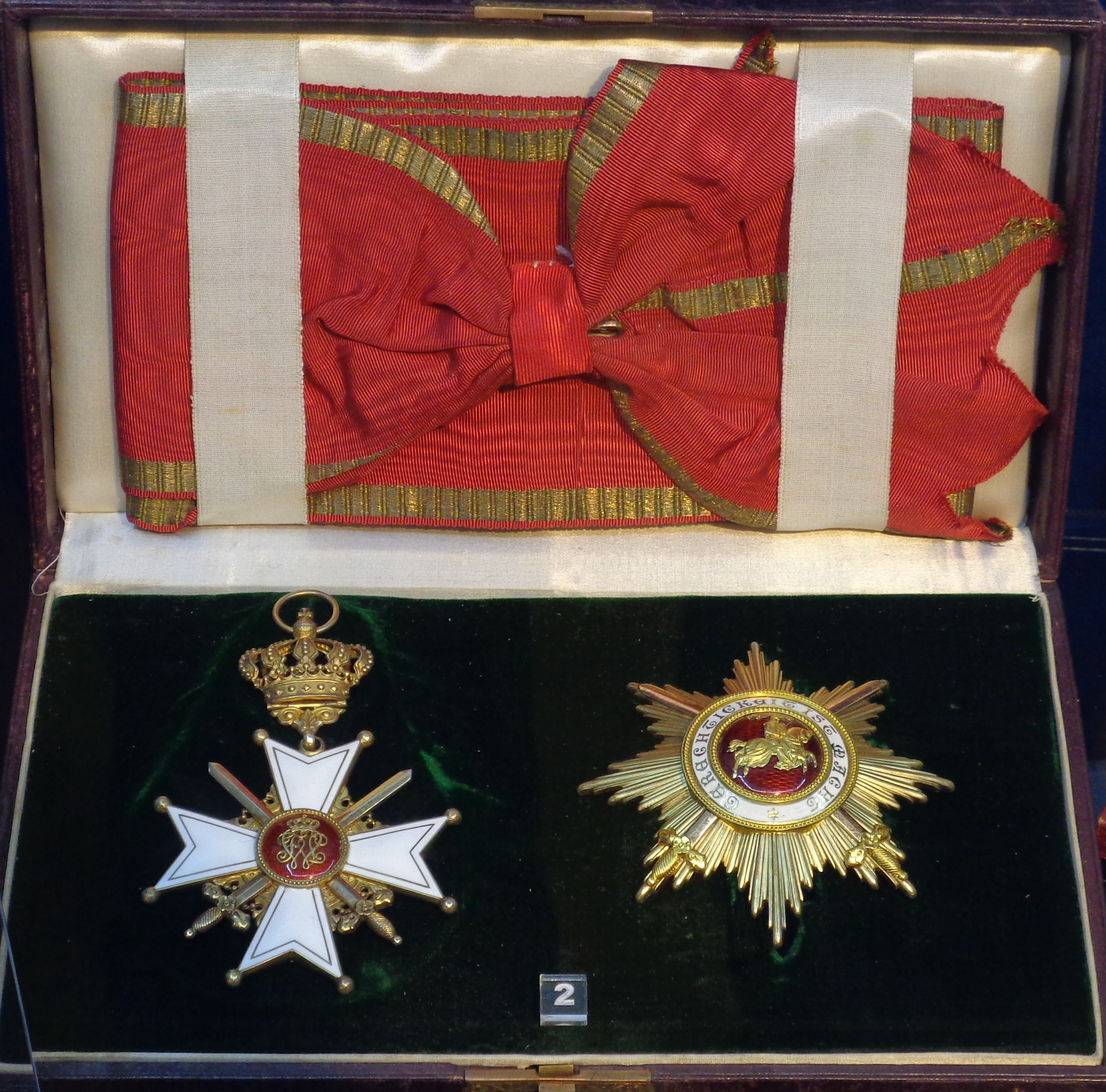
Großkreuz mit Schwertern im Verleihungsetui

## Ordensklassen
Ursprünglich in einer Klasse gestiftet, wurde der Orden 1896 um drei Klassen erweitert und wie folgt gegliedert:
- Großkreuz
- Kommandeur I. Klasse
- Kommandeur II. Klasse
- Ritter

Die bisherigen Inhaber des Ordens Berthold des Ersten galten als Großkreuze des neuen Ordens.
Erfolgte eine Verleihung für Verdienste im Krieg, sind an der Dekoration zwei gekreuzte Schwerter angebracht.

## Ordensinsignien
Das Ordenszeichen ist ein goldenes weißemailliertes Malteserkreuz mit goldenen Kügelchen an den Spitzen und mittelalterlichen Herzogskronen in den Kreuzwinkeln. Im rotemaillierten Medaillon, dass von einem schmalen goldenen Ring umschlossen ist, ist das gekrönte Stiftermonogramm zu sehen. Das Revers zeigt eine goldene mittelalterliche Herzogskrone. Das Kreuz wird von einer heraldischen Königskrone bzw. Großherzogskrone überhöht.
Der Bruststern, je nach Klasse acht- (goldfarben) oder vierstrahlig (silberfarben), zeigt in seinem runden Mittelmedaillon die Reiterfigur Herzog Bertholds IV. von Zähringen. Die Vorlage war sein Siegel für das Stift am Grossmünster in Zürich von 1177, das man fälschlicherweise für das Siegel Bertholds I. gehalten hatte. Es trug die Umschrift GERECHTIGKEIT IST MACHT in historisierenden Buchstaben auf weißem Grund.

## Trageweise
Das Kleinod zum Großkreuz wurde an einem Schulterband von der linken Schulter zur rechten Hüfte und dazu der achtstrahlige Bruststern auf der linken Brustseite getragen. Kommandeure trugen das Ordenskreuz am Halsband, Kommandeure I. Klasse zusätzlich den vierstrahligen Bruststern an der linken Brustseite und Ritter das Ordenskreuz am Brustband an der linken Brustseite.
In besonderen Fällen konnte das Großkreuz auch an der Goldenen Kette verliehen werden.
Das Ordensband ist rot mit zwei goldenen Seitenstreifen.

## Verleihungszahlen
Verleihungen an fremde Souveräne sowie an Angehörige des Großherzoglichen Hauses sind in der nachfolgenden Aufstellung nicht enthalten.
| Ausführung                           | Verleihungen |
| ------------------------------------ | ------------ |
| Goldene Kette                        | 015          |
| Großkreuz                            | 172          |
| Großkreuz mit Schwertern             | 024          |
| Stern in Brillanten                  | 01           |
| Stern mit Schwertern                 | 02           |
| Kommandeur I. Klasse                 | 073          |
| Kommandeur I. Klasse mit Schwertern  | 010          |
| Kommandeur II. Klasse                | 097          |
| Kommandeur II. Klasse mit Schwertern | 01           |
| Ritterkreuz                          | 347          |
| Ritterkreuz mit Schwertern           | 022          |

Nach dem Tod des Inhabers waren die Insignien ebenso wie bei der Verleihung einer höheren Klasse des Ordens rückgabepflichtig.

## Bekannte Inhaber
- siehe: Inhaber des Ordens Berthold des Ersten